# Lloyd Austin

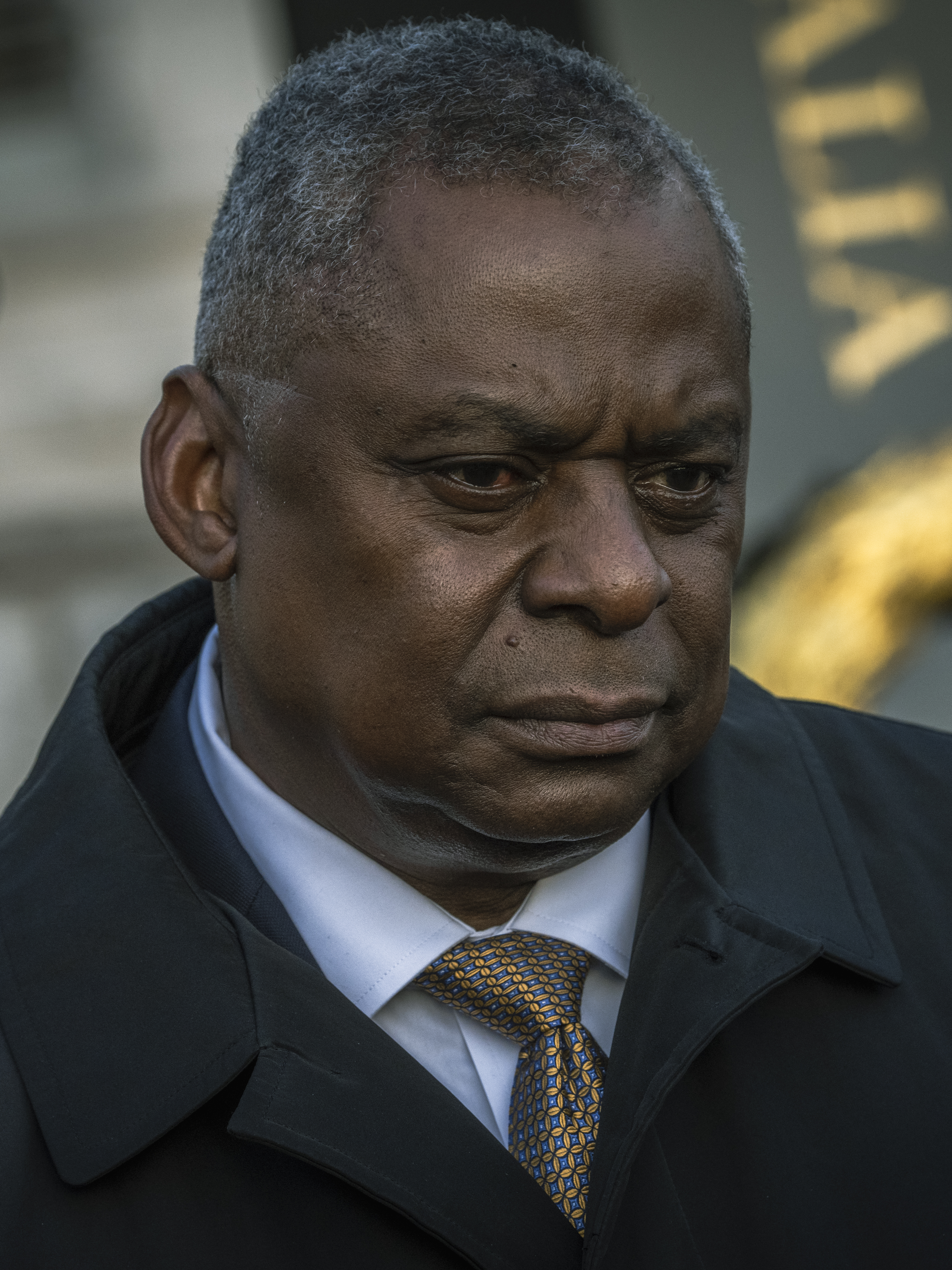
Lloyd J. Austin (2023)

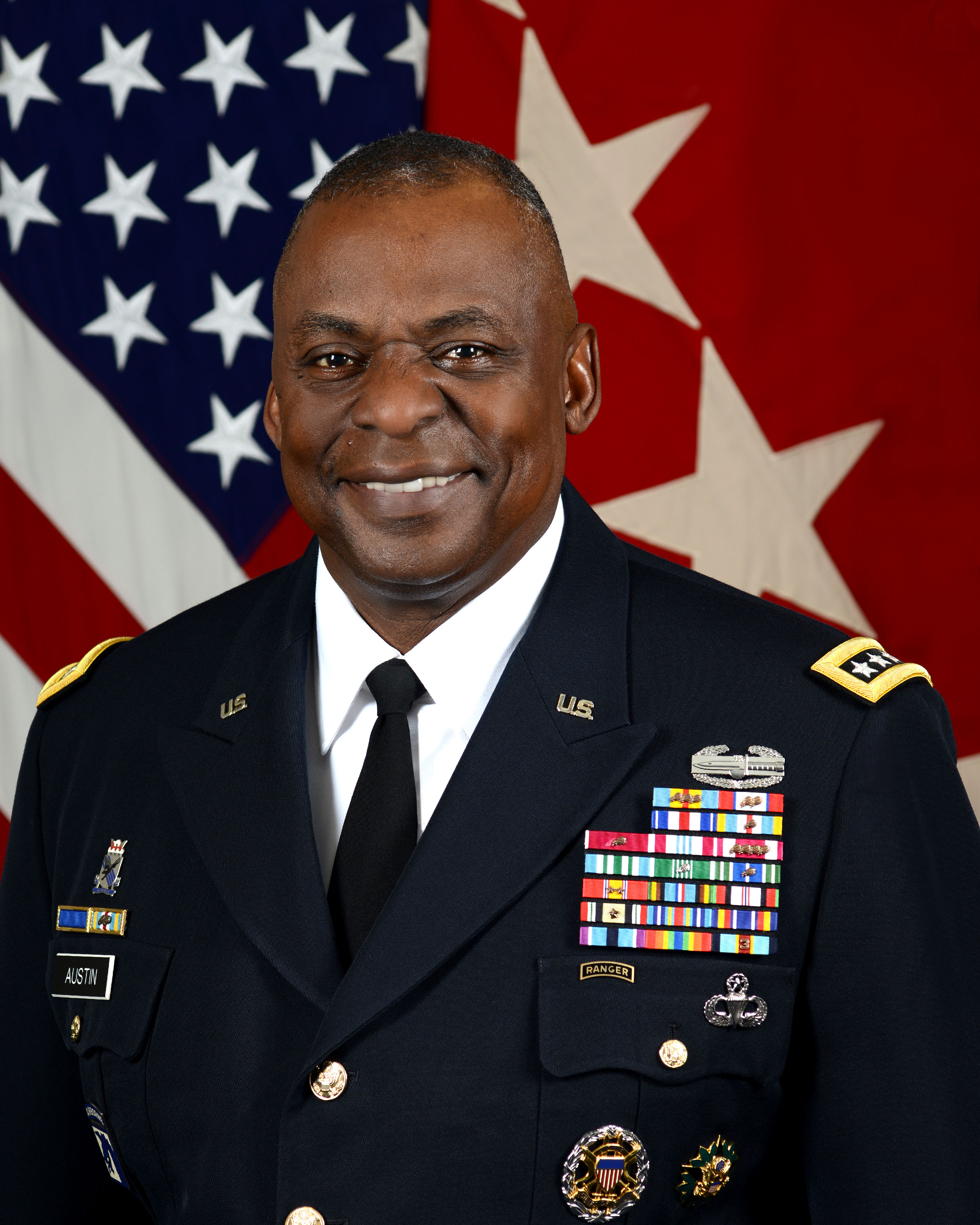
Austin (2016)

Lloyd James Austin III (* 8. August 1953 in Mobile, Alabama) ist ein US-amerikanischer Militär, pensionierter General der US Army. Er war von 2021 bis 2025, in der Amtszeit von US-Präsident Joe Biden, Verteidigungsminister der Vereinigten Staaten. Austin war damit der erste afroamerikanische Verteidigungsminister in der Geschichte der Vereinigten Staaten. Von 2013 bis 2016 war er Kommandeur des US Central Command.

## Leben
Austin wuchs in Thomasville im US-Bundesstaat Georgia auf. Er absolvierte die US-Militärakademie in West Point mit einem Bachelor of Science im Jahr 1975.
Seine erste Verwendung fand er in der 3rd Infantry Division, mit der er auch in Deutschland diente. Anschließend war er der 82nd Airborne Division in Fort Bragg, North Carolina, zugeteilt. Im Jahr 1986 schloss er mit einem Master of Arts eine Pädagogik- und Beraterausbildung der American Counseling Association an der Auburn University ab. Anschließend wurde er der Militärakademie in West Point zugeteilt. Nach einer Fortbildung für Infanterieoffiziere am Command and General Staff College diente er in Fort Drum in der 10. Mountain-Division und daran anschließend im 22. Infanterie-Regiment.
Im Jahr 1989 schloss er bei einer Spezialisierung auf Unternehmensführung einen Master in Business Administration an der Webster University ab.
1993 kehrte Austin zur 82. Luftlandedivision in Fort Bragg zurück, wo er das 2. Bataillon des 505. Infanterieregiment befehligte. Nach einer Fortbildung an der US Army War College befehligte er die 3. Brigade der 82. Luftlandedivision in Fort Bragg, North Carolina.
Anschließend arbeitete er den Joint Chiefs of Staff des Pentagon in Arlington, Virginia zu. Sein nächster Auftrag war der des stellvertretenden Divisionskommandeurs bei der 3rd Infantry Division, für die er den Einmarsch in den Irak mitorganisierte. Dafür wurde er mit dem Silver Star honoriert.
Austin diente von 2003 bis 2005 als Kommandeur der 10. Mountain-Division. 2006 wurde Austin zum Generalleutnant befördert.
Er war von 2006 bis 2009 Kommandierender General des XVIII. US-Luftlandekorps und des Stützpunktes Fort Bragg. Von 2008 bis 2009 stellte er mit seinem Korps zudem das Multi-National Force – Iraq (MNC-I) und war damit direkt dem Kommandeur der Koalitionstruppen im Irak (Multi-National Force Iraq), General Raymond T. Odierno unterstellt. Austin war dort für die Operationen von etwa 150.000 Soldaten zuständig.
Im Juli 2009 wurde er für den Posten des Direktors des Joint Staff nominiert. Im September 2009 übergab er das Kommando des XVIII. US-Luftlandekorps an Generalleutnant Frank G. Helmick und übernahm den Posten des Direktors des Joint Staff.
Im Oktober 2010 übernahm Austin von General Raymond T. Odierno den Posten des Kommandeurs der United States Forces Iraq, im Januar 2012 erfolgte seine Ernennung als General zum Vice Chief of Staff of the Army. Ab dem 22. März 2013 kommandierte Austin das US Central Command. Den Posten bekleidete er bis März 2016.
Austin ging am 5. April 2016 in den Ruhestand.
Ab dem 18. September 2017 gehörte Austin dem Vorstand des Stahlherstellers Nucor an. Er gehörte 2017 ferner den Vorständen von Guest Services,  United Technologies Corporation und Carnegie Corporation an und seit 2016 dem Vorstand des Waffenherstellers Raytheon.
Seit dem 29. Mai 2018 war Austin im Vorstand der Tenet Healthcare Corporation.
Nach der Präsidentschaftswahl in den Vereinigten Staaten 2020 wurde Austin im Dezember 2020 als Verteidigungsminister in der Regierung des neugewählten Präsidenten Joe Biden (Kabinett Biden) benannt. Dafür war eine Ausnahmegenehmigung durch den Kongress erforderlich, da die Vorschriften besagen, dass nur Zivilisten oder Personen, die seit mehr als sieben Jahren aus den Diensten des Militärs ausgeschieden sind, zum Verteidigungsminister berufen werden dürfen. Austin war zum Zeitpunkt seiner Nominierung erst seit etwa viereinhalb Jahren im Ruhestand. Am 21. Januar 2021 erteilte der US-Kongress die Ausnahmegenehmigung. Seine Nominierung wurde von Abrüstungsinitiativen kritisiert, da er bis zu seiner Nominierung im Vorstand des US-Waffenherstellers Raytheon saß und von einem gestiegenen Aktienkurs durch Waffenverkäufe persönlich mit knapp 1,7 Millionen Dollar profitieren könnte, womit ein Interessenskonflikt vermutet wurde. Austin selbst wurde am 22. Januar 2021 vom US-Senat bestätigt; er war seitdem Verteidigungsminister der Vereinigten Staaten. Im Gegensatz zu fast allen anderen Nominierten des Kabinetts Biden erhielt Austin große überparteiliche Zustimmung. Einzig die Republikaner Josh Hawley und Mike Lee stimmten im Senat gegen seine Bestätigung als Verteidigungsminister. Er ist der erste Afroamerikaner in diesem Amt.
Im Juni 2021 legte er erstmals in seiner Amtszeit dem US-Senat einen Haushaltsentwurf des Verteidigungsministeriums vor. Austin äußerte dazu die Notwendigkeit, „den nächsten – nicht den letzten – Krieg zu kämpfen und zu gewinnen“ und „unsere Abschreckung gegen die Volksrepublik China zu stärken“.
Am 5. Januar 2024 gab das Verteidigungsministerium bekannt, dass sich Austin bereits seit dem Neujahrstag wegen Komplikationen nach einem früheren Eingriff in einem Krankenhaus befinde. Daraufhin entschuldigte sich der Minister für diese verspätete Information. Kurz darauf wurde mitgeteilt, dass er an Prostatakrebs erkrankt sei, die Krankheit jedoch früh erkannt wurde und die Aussichten auf eine komplette Genesung sehr gut stünden. Am 11. Februar 2024 wurde Austin erneut in das Walter-Reed-Militärkrankenhaus bei Washington, D.C. gebracht. Wenig später übergab er die Amtsgeschäfte an seine Stellvertreterin Kathleen Hicks.
Lloyd Austin gehört der römisch-katholischen Kirche an. Er ist mit der Wissenschaftlerin und Pädagogin Charlene Austin verheiratet und hat zwei Stiefsöhne. Seine Frau beschäftigt sich mit der sozialen Integration von Familien mit Militärangehörigen. Sie war National Advisor für die Military Child Education Coalition und im Vorstand des Military Family Research Institute der Purdue University.

## Ehrungen und Auszeichnungen
Auswahl der Auszeichnungen, sortiert in Anlehnung der Order of Precedence of the Military Awards:
- Defense Distinguished Service Medal (5×)
- Army Distinguished Service Medal (4×)
- Silver Star
- Defense Superior Service Medal (2×)
- Legion of Merit (2×)
- Defense Meritorious Service Medal
- Meritorious Service Medal (5×)
- Joint Service Commendation Medal
- Army Commendation Medal (6×)
- Army Achievement Medal (2×)
- National Defense Service Medal
- Afghanistan Campaign Medal
- Iraq Campaign Medal
- Global War on Terrorism Expeditionary Medal
- Global War on Terrorism Service Medal
- Humanitarian Service Medal